# 海水淡化

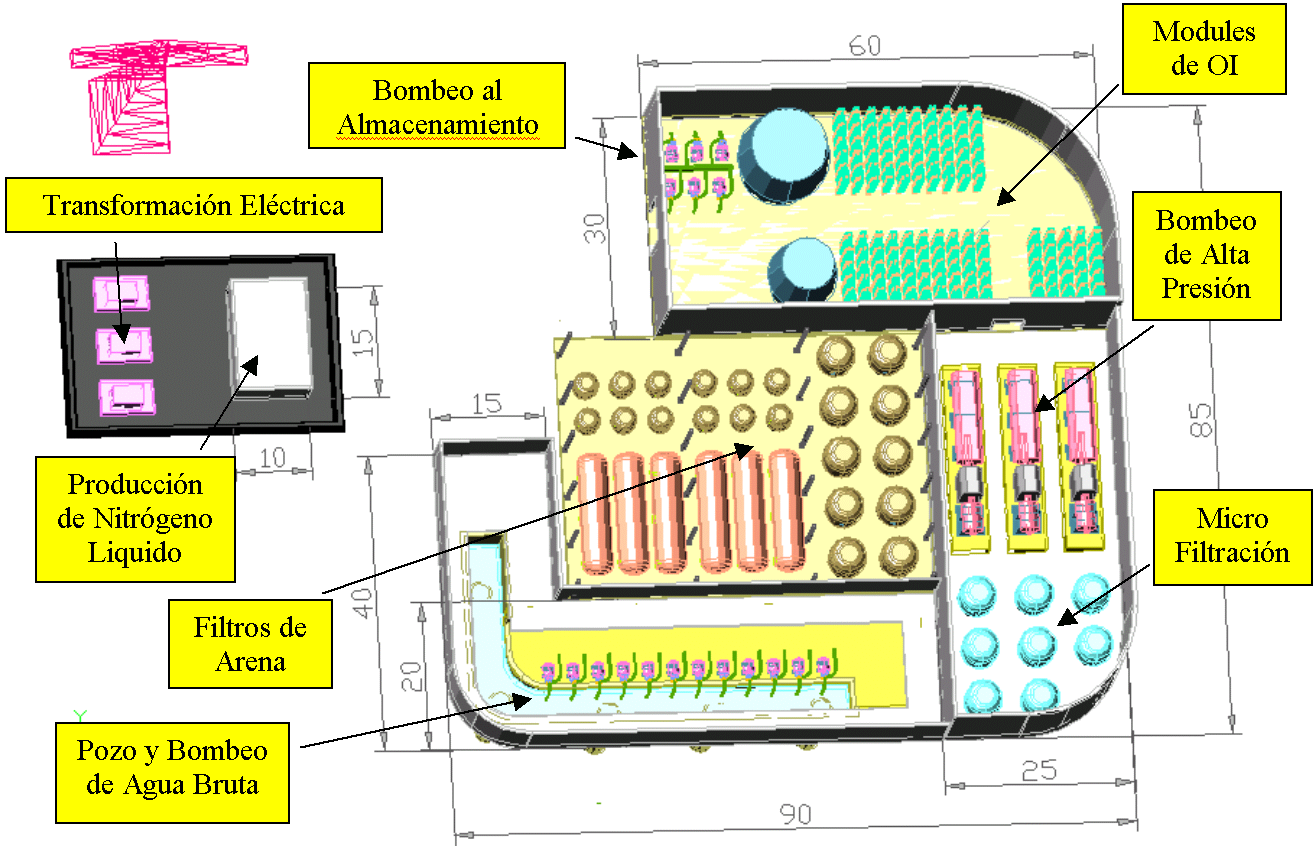
典型海水淡化廠設計

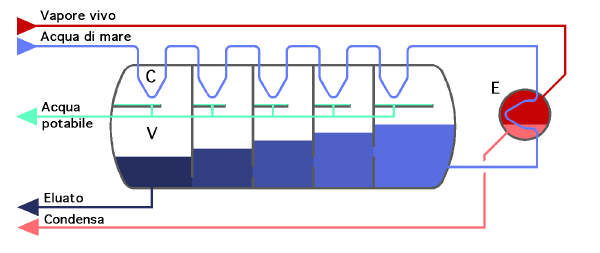
多级闪蒸海水淡化

海水淡化（英語：desalination），亦稱海水化淡或海水脫鹽，泛指從鹹水中去除鹽分及礦物質的技術過程，除應用於海水外，亦可處理高鹽度地下水或鹽漬土壤以滿足農業需求。此技術產生的淡水可供人類飲用、灌溉或工業使用，副產品鹵水則需妥善處理以避免環境衝擊。全球現有超過18,426座海水淡化廠分佈於150餘國，每日產能達8,700萬立方米，供應逾3億人口用水:24。
海水淡化技術主要分為兩大類：熱法（如蒸餾）與膜法（如逆滲透）。其能源效率已顯著提升，1970年代每立方米淡水需消耗20–30千瓦時能源，至2018年降至約3千瓦時:24。儘管如此，2016年全球水務部門總能耗中仍有25%用於淡化工程:24，且成本通常高於開發地表水、地下水或再生水等傳統水源。
此技術在中東地區尤為關鍵，如沙特阿拉伯等國90%以上飲用水依賴淡化海水，同時廣泛應用於船舶、離島及沿海火力發電廠。近年研究聚焦於結合可再生能源（如太陽能）以降低碳足跡，並探索鹵水資源化技術（提取氫氧化鈉等化學品）。環境影響方面，高鹽度鹵水排放可能擾亂海洋生態，相關管理措施與替代方案仍為國際關注議題。

## 使用概況
沙地阿拉伯的海水淡化廠佔全球海水淡化總量的24%。
目前全球最大的海水淡化廠為阿拉伯聯合酋長國的阿布達比海水淡化廠，每日產水量可達909,000立方公尺，每年可產生3.3億立方公尺的海淡水。
使用淡化水的最大百分比的国家是以色列，制造海水淡化水占以色列国内用水量的40％。

## 技术
- 蒸馏
  - 多級閃蒸
  - 多效蒸發器
  - 蒸氣再壓縮法
  - 蒸發／凝結
- 離子交換
- 膜處理
  - 電透析
  - 逆滲透
  - 奈米過濾
  - 正向滲透：非加压的吸附渗透法
  - 膜蒸餾
- 結冰
- 地熱脫鹽
- 太阳能脱盐
- 甲烷氣水包合物結晶法
- 高素質的水循環再用
- 類澱粉蛋白脫鹽[4]

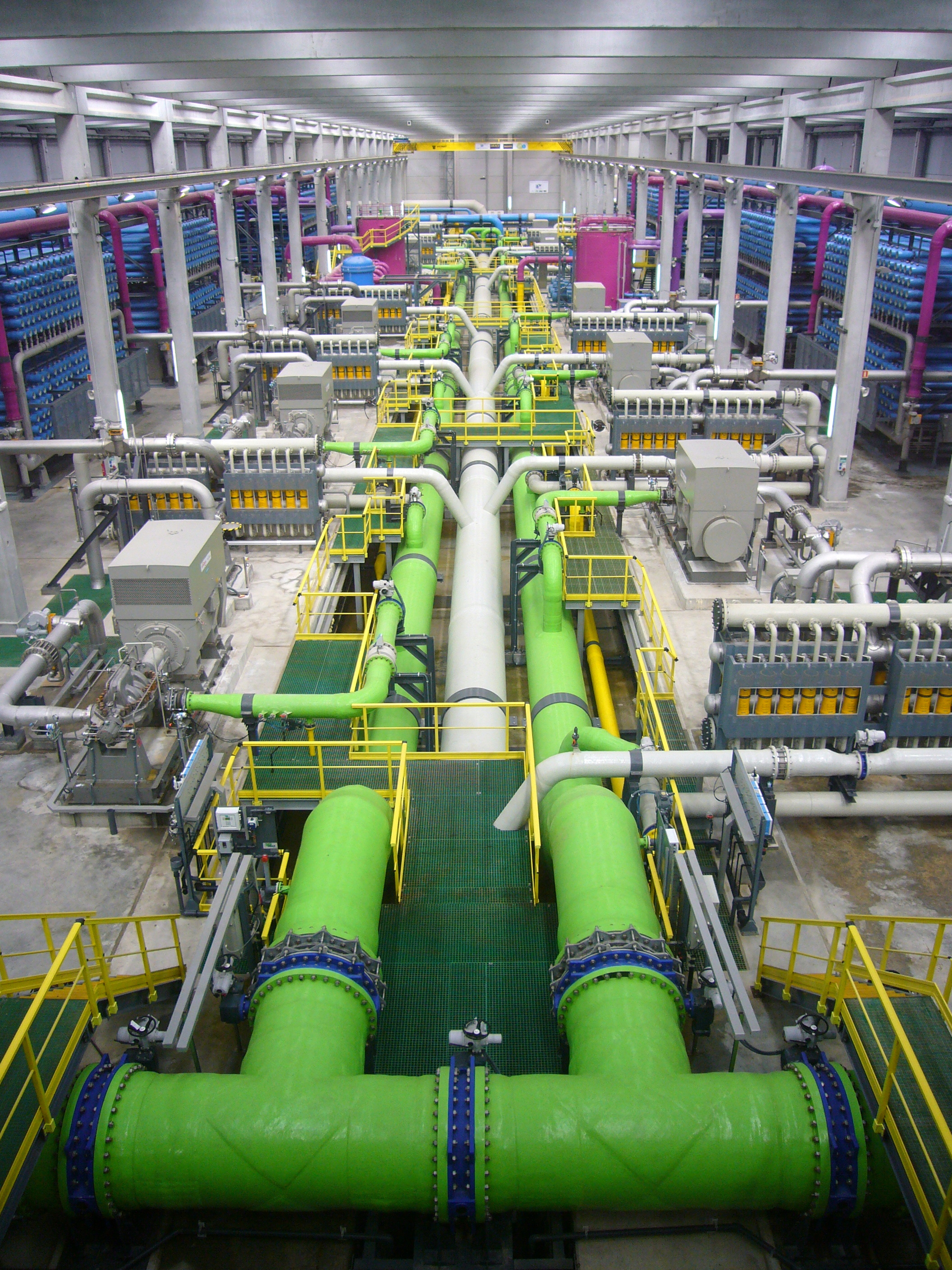
西班牙大型淡化廠

部份淡化技術仍在試驗階段。直至2004年7月，兩種最常用的淡化技術是逆滲透（全球淡化能力的47.2%）及多級閃蒸（全球淡化能力的36.5%）。
蒸餾法是從海水獲得淡水的一種方法。為了節省能源，可利用太陽能來蒸餾。
蒸餾法也是實驗室常用之製備純水的方法之一。

## 在自然界的海水淡化
在水循环的海洋水分蒸发是一个自然淡化过程。

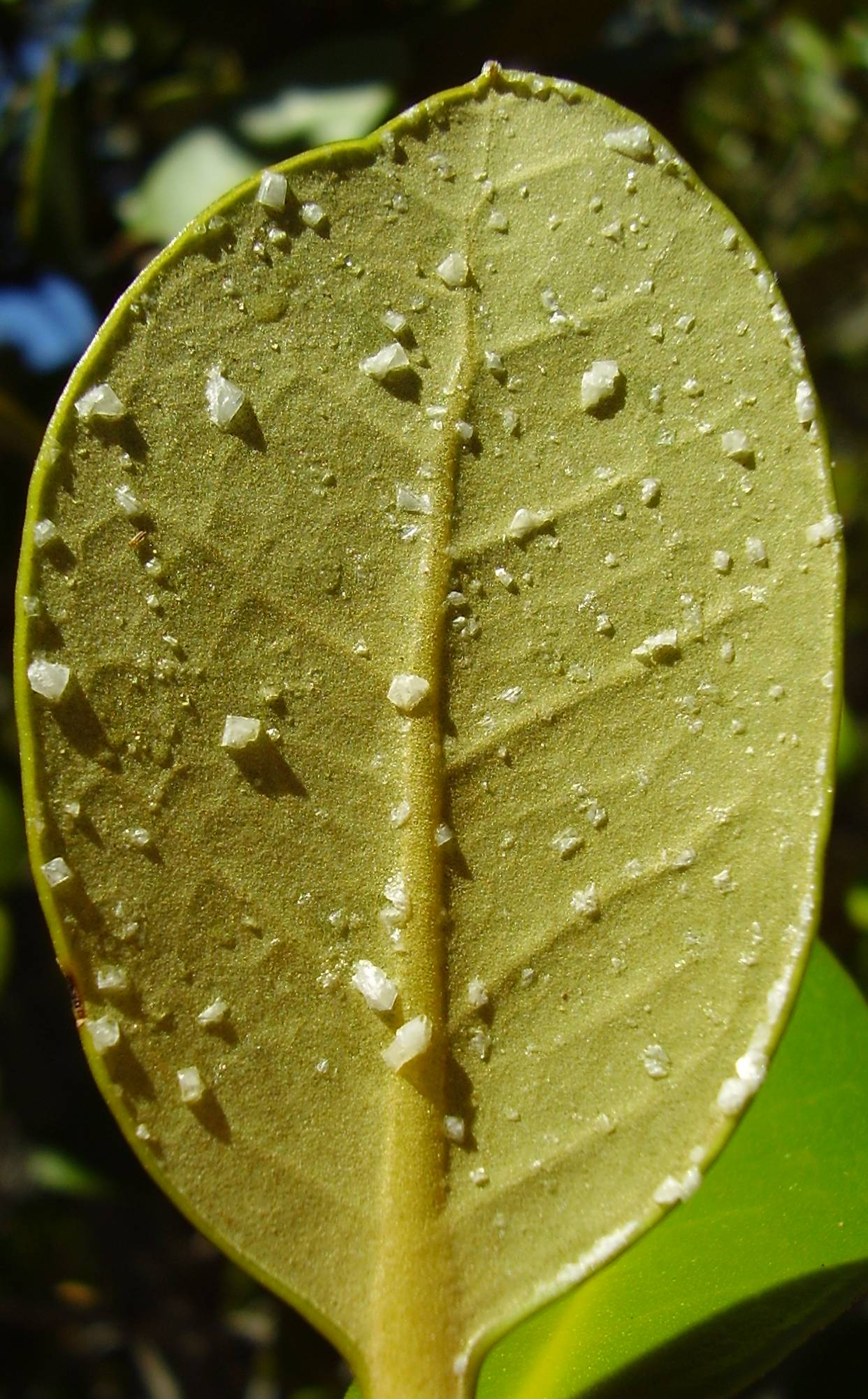
红树林叶与盐晶体.

海冰的形成也是海水淡化的过程。冻结时，盐被从海水排出。尽管一些盐水被困，海冰的盐度总体比海水要低得多。
红树林生长在海水中；它们通过部分的根捕获盐，分泌盐，然后由动物（通常是螃蟹）食用。额外的盐的去除是通过将其存储在叶子，然后脱落叶子完成。某些类型的红树林它们的叶子有类似海鸟鹽腺的方式的工作腺体。

## 海水淡化設施
估計在15,000-20,000個海水淡化廠之間變化很大，產量超過20,000立方米/天。 微型海水淡化廠幾乎在美國所有天然氣或壓裂設施附近運行。

### 新加坡
截至2021年，新加坡的每日用水量达4亿3000万加仑，新加坡目前共设有4间海水淡化厂来满足其中一部分的用水需求。
| 序号 | 海水淡化厂           | 启用年份 | 每日食用水产量 | 地址           | 地址                 | 地址   |
| 序号 | 海水淡化厂           | 启用年份 | 每日食用水产量 | 中             | 英                   | 邮编   |
| ---- | -------------------- | -------- | -------------- | -------------- | -------------------- | ------ |
| 1    | 新泉海水淡化厂       | 2005年   | 3000万加仑     | 大士西1道90号  | 90 Tuas South Ave 1  | 637493 |
| 2    | 大士南海水淡化厂     | 2013年   | 7000万加仑     | 大士西3道92号  | 92 Tuas South Ave 3  | 637368 |
| 3    | 大士海水淡化厂       | 2018年   | 1000万加仑     | 大士西3道90F号 | 90F Tuas South Ave 3 | 637814 |
| 4    | 吉宝滨海东海水淡化厂 | 2021年   | 3000万加仑     | 滨海东道1号    | 1 Marina East Drive  | 029996 |
| 5    | 裕廊岛海水淡化厂     | 2022年   | 3000万加仑     | 香灰丽弯18号   | 18 Tembusu Crescent  | 627612 |

### 阿爾及利亞
據信阿爾及利亞至少有15座海水淡化廠投入運營。
- Arzew IWPP電力和海水淡化廠 阿爾澤
- Cape Djinet海水反滲透 100,000 m3/天[10]
- Tlemcen Souk Tleta 200,000 m3/天
- Tlemcen Hounaine 200,000 m3/天
- 貝尼薩夫 200,000 m3/天
- Tenes 200,000 m3/天
- 富家 120,000 m3/天
- 斯基克達 100,000 m3/天
- Hamma Seawater Desalination Plant 200,000 m3/天（General Electric）[11]
- Mostaganem, (Sonaghter) 200,000 m3/天[12]
- Magtaa反滲透（RO）海水淡化廠 500,000 m3/天, 奧蘭